# Ulvhild de Noruega
Ulvhild de Noruega (1020 – 24 de mayo de 1071) fue hija del rey de Noruega Olaf II el Santo y de Astrid Olofsdotter de Suecia, hija del rey sueco Olaf Skötkonung. Contrajo matrimonio con el duque Ordulfo de Sajonia, hijo del duque Bernardo II de Sajonia y de Eilika de Schweinfurt.

## Familia
De su matrimonio con Ordulfo de Sajonia nació un hijo, Magnus de Sajonia, quien desposó a la princesa Sofía de Hungría, hija de rey Bela I de Hungría y de la princesa Sofía de Polonia.
Ulvhild de Noruega falleció el 24 de mayo de 1071. 